# Charbel Farhat
Charbel Farhat é um engenheiro aeroespacial estadunidense. É professor da cátedra Vivian Church Hoff de estruturas aéreas da Escola de Engenharia da Universidade Stanford.
Farhat é listado como um ISI Highly Cited Author in Engineering pela Web of Science. Por suas contribuições à aeroelasticidade, CFD em malhas móveis, acústica computacional e computação de alta performance recebeu diversos prêmios e distinções acadêmicas. É membro da Academia Nacional de Engenharia dos Estados Unidos e fellow de seis sociedades profissionais internacionais: American Institute of Aeronautics and Astronautics, Sociedade dos Engenheiros Mecânicos dos Estados Unidos, World Innovation Foundation, International Association of Computational Mechanics, US Association of Computational Mechanics e Society for Industrial and Applied Mathematics. É editor do International Journal for Numerical Methods in Engineering e do International Journal for Numerical Methods in Fluids.

## Publicações
- Charbel Farhat e Francois-Xavier Roux, Implicit Parallel Processing in Structural Mechanics, Computational Mechanics Advances, Vol. II, No. 1, pp. 1–124 (1994)
- Charbel Farhat, Domain Decomposition and Parallel Processing, Postgraduate Studies in Supercomputing, ed. FNRS/NFWO, Universidade de Liège, Bélgica, 1992.
- Charbel Farhat, An Introduction to Parallel Scientific Computations, Postgraduate Studies in Supercomputing, ed. FNRS/NFWO, Universidade de Liège, Bélgica, 1991.